# Villa Alfred Sparbert
Die Villa des Fabrikbesitzers Alfred Sparbert liegt im Stadtteil Niederlößnitz des sächsischen Radebeul, im Prof.-Wilhelm-Ring 19. Die Villa liegt auf der Fläche der von den Dresdner Architekten Schilling & Graebner entwickelten Villenkolonie Altfriedstein. Die Villa stand bereits zu DDR-Zeiten seit mindestens 1979 unter Denkmalschutz.

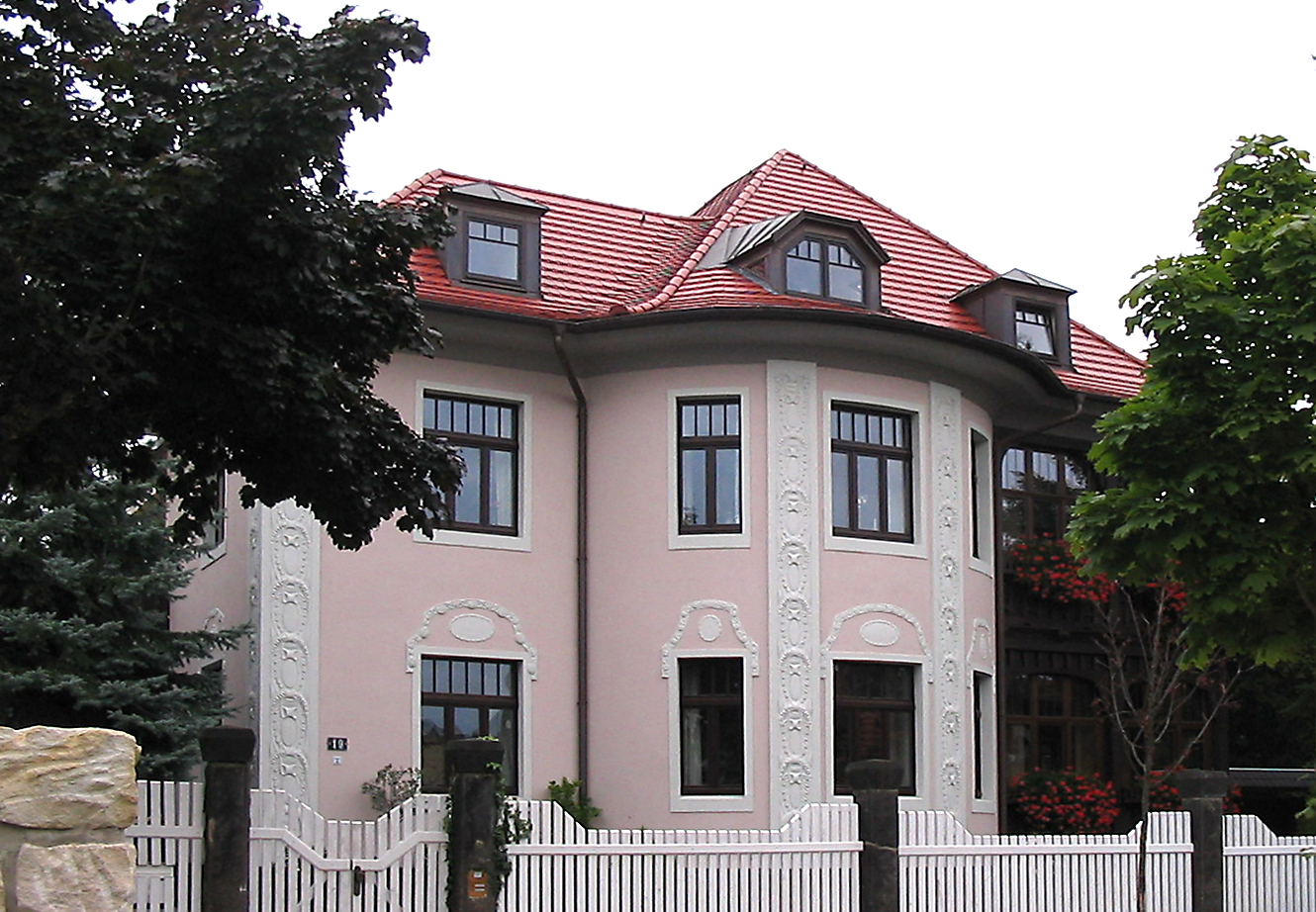
Villa Alfred Sparbert

## Beschreibung

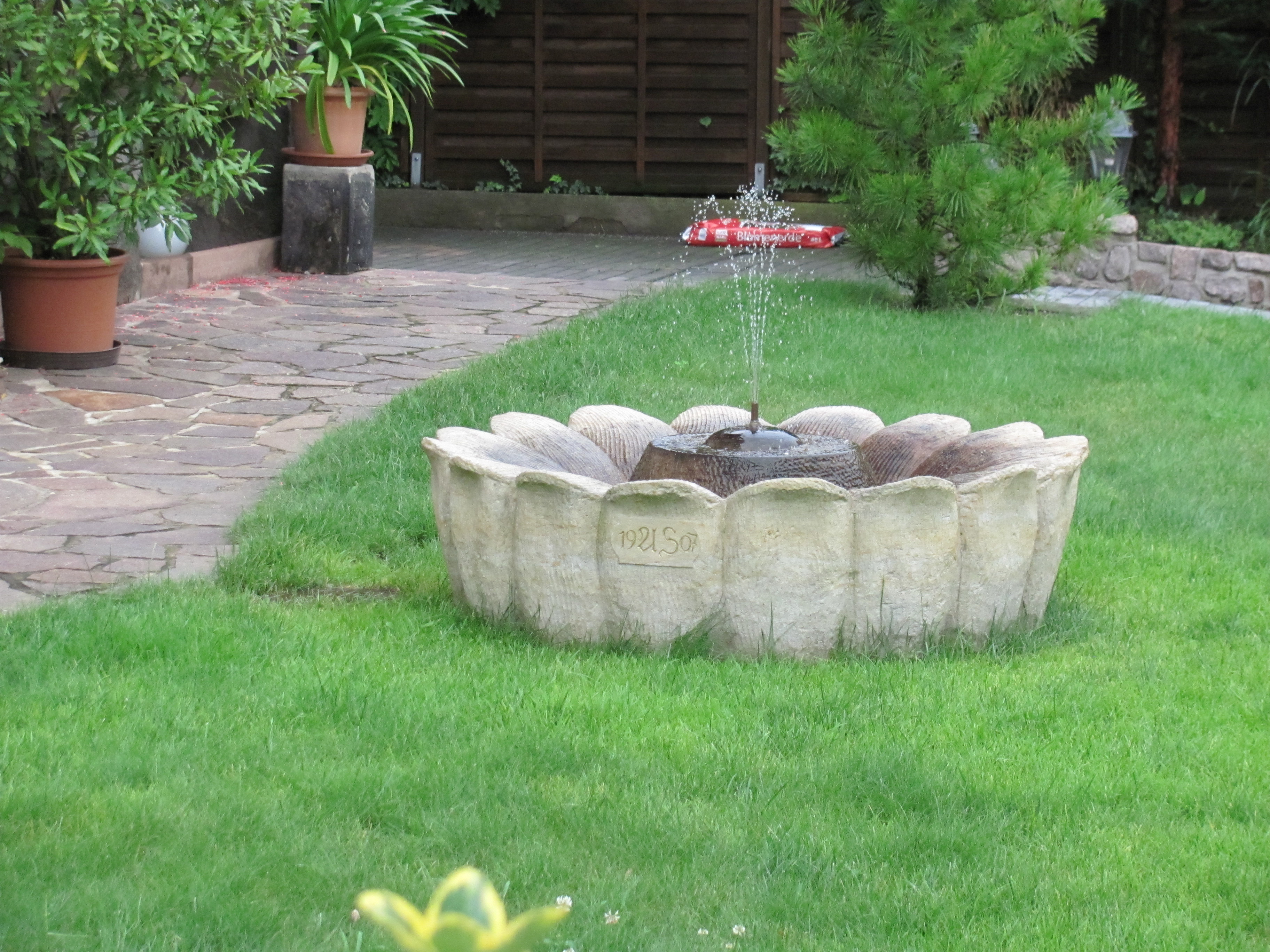
Springbrunnen im Vorgarten mit den Initialen AS von Alfred Sparbert

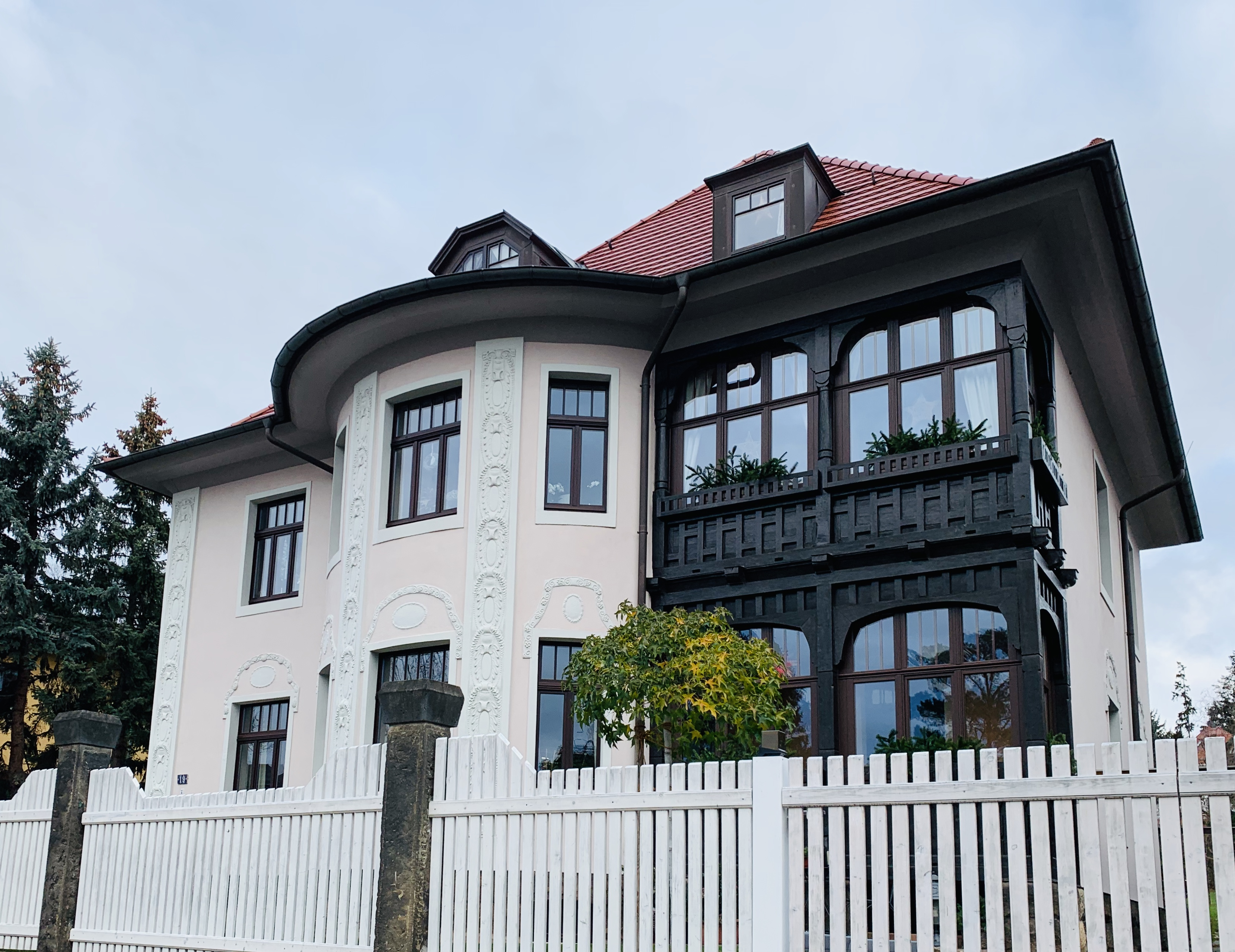
Details der hölzernen Veranda

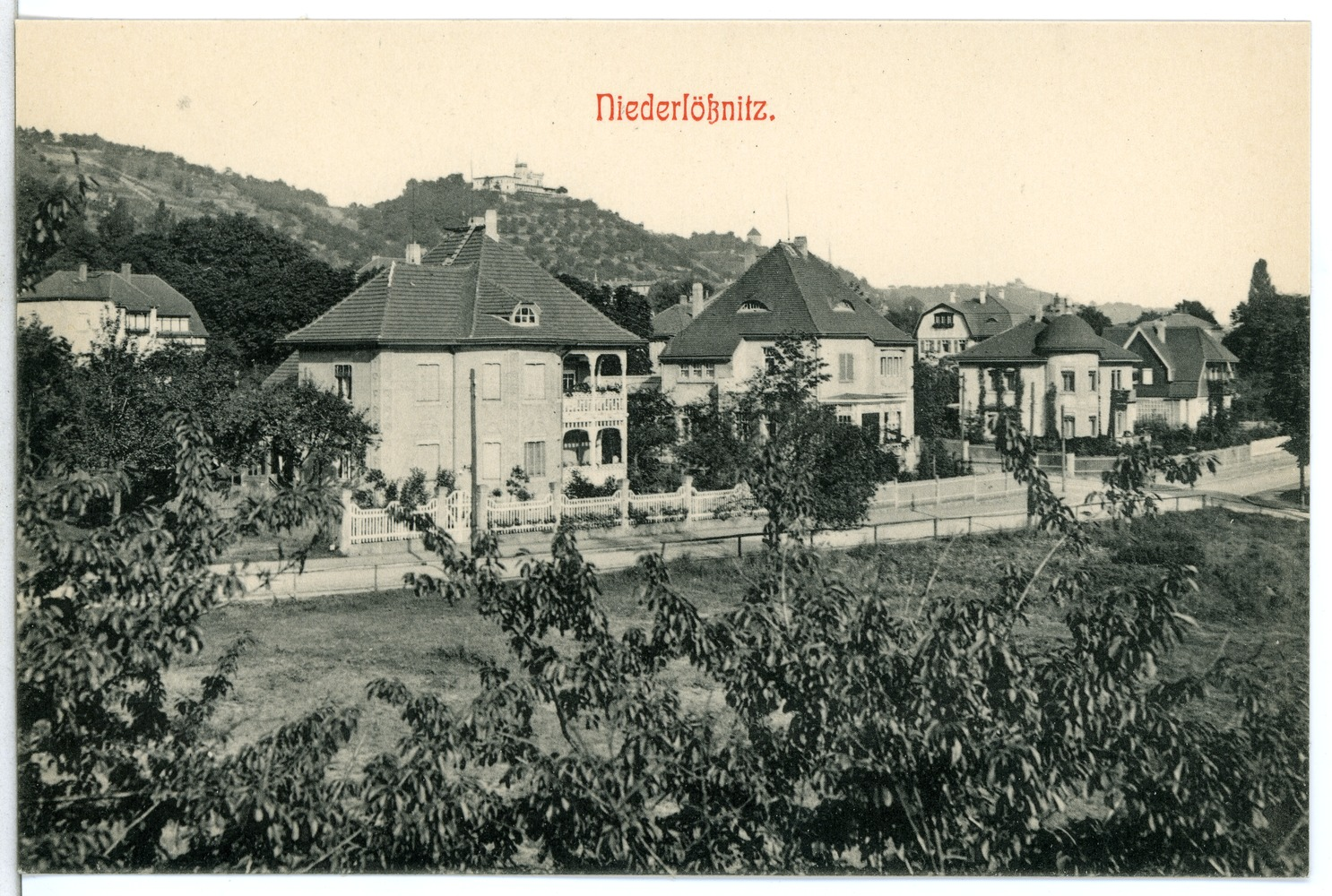
Prof.-Wilhelm-Ring, Kreuzung mit der Ludwig-Richter-Allee (1911): Links vorn: die Villa für Alfred Sparbert, links dahinter Ludwig-Richter-Allee 31, rechts Ludwig-Richter-Allee 27. Rechts der Kreuzung steht das Landhaus Paul Nieschke, rechts davon Landhaus Lutzmann sowie links dahinter Landhaus Paul Schramm.

Der erfolgreiche Fabrikbesitzer Alfred Sparbert (1860–1940), Mitgründer und Mitbesitzer der Dresdner Schnellpressenfabrik, ließ sich 1907 nach einem Entwurf des Architekturbüros Schilling & Graebner durch den Baumeister Eugen Pönisch eine „kleine Einfamilien-Villa“ errichten.
Die heute mitsamt Einfriedung unter Denkmalschutz stehende, zweigeschossige Villa hat einen asymmetrischen Aufriss und ein Walmdach mit einem weit vorkragenden Kranzgesims. Zur Straße befindet sich mittig ein viertelbogiger Vorbau mit einer „eigenwillig gestalteten“  Gaube. Die sich rechts des Vorbaus befindliche Gebäudeecke besteht aus einer zweistöckigen, verglasten Holzveranda mit Holzornamentik.
Der geputzte Bau in klassischer Reformstil-Architektur trägt jugendstilige Stuckornamente und Lisenen, die Fenster im Erdgeschoss sind ornamental eingefasst. Das Gebäude steht auf einem bossierten Sandsteinsockel, die Pfeiler und Sockel der Einfassung sind gleichfalls bossiert.
Die Eigentümer der sich immer noch in Familienbesitz befindlichen Villa wurden im Jahr 2011 mit dem Publikumspreis zum Radebeuler Bauherrenpreis in der Kategorie Bauen im Bestand ausgezeichnet.